# Florence Dupont
Pour les articles homonymes, voir Dupont ou Dupond.
Florence Dupont, née en 1943 à Bayeux, est une latiniste, helléniste et universitaire française. Elle est professeure émérite de littérature latine à l'université Paris-Diderot et auteure de nombreux ouvrages sur l'antiquité classique, concernant le théâtre ou la littérature en général.

## Biographie

### Parcours
Florence Dupont est ancienne élève de l'École normale supérieure de jeunes filles (L1962), agrégée de lettres classiques, et spécialiste de langue, littérature et philologie latines.
Elle soutient, en 1975, une thèse de 3e cycle intitulée Le plaisir et la loi : du « Banquet de Platon » au « Satiricon », sous la direction d'Alain Michel, à l'université Paris IV, et, en 1981, une thèse d'État intitulée La fureur et la mémoire : recherches sur la mythologie dans les tragédies de Sénèque, à l'université Paris-Sorbonne.
Elle est professeure à l'université Paris Diderot et membre du centre Louis-Gernet-Recherches comparées sur les sociétés anciennes, composante depuis 2010 du laboratoire de recherches Anthropologie et histoire des mondes antiques (UMR 8210 ANHIMA). Elle est professeure émérite et membre associée du laboratoire.

### Recherches et publications
Son livre Homère et Dallas rapproche l'œuvre d'Homère du feuilleton télévisé Dallas et le succès du théâtre romain de celui de la culture populaire actuelle. Alain Finkielkraut l'accuse de mettre au même niveau la culture savante et la culture populaire. Elle poursuit son étude provocatrice avec L'Invention de la littérature, qui rappelle le faible rôle de la lecture dans l'Antiquité.
En 2007, elle soutient l'hypothèse, dans Aristote ou le vampire du théâtre occidental, que l'idéologie théâtrale est tributaire d'un contresens commis par la tradition sur le statut de la Poétique d'Aristote.
En 2011, son ouvrage Rome la ville sans origine analyse la notion de citoyenneté dans la Rome antique, en développant la notion d'anthropologie historique, soutenue notamment par une relecture de l'Énéide de Virgile. En proposant de se retourner vers la source de l’Antiquité romaine, ce livre invite le lecteur à envisager de se départir de la notion d’identité nationale.
En 2023, Dans la Revue du champ freudien Ornicar ?, Florence Dupont dans un texte intitulé « Oralités Romaines » soutient que « la Rome historique est une société plurilingue, ou au moins bilingue. Les Romains parlent grec et latin, et souvent une langue vernaculaire. […] Le latin est la langue paternelle (sermo patrius), la langue de la politique et du droit, le grec est la langue de la culture et des loisirs, un marqueur de distinction ; elle est aussi la langue avec laquelle les maîtres parlent aux esclaves - le plus souvent des prisonniers de guerre -, c’est la langue des nourrices et des pédagogues. »

### Vie privée
Elle est la fille du latiniste Pierre Grimal,, la demi-sœur du sanskritiste François Grimal et de l'égyptologue Nicolas Grimal.

## Distinctions
- 2019 : docteure honoris causa de l'université de Genève[11]

## Œuvres
- Le Plaisir et la loi : du « Banquet » de Platon au « Satiricon », François Maspéro, 1977 ; La Découverte, 2002
- Adieux à Marguerite Yourcenar, Éditions des femmes, 1978
- L'Acteur-roi : le théâtre dans la Rome antique, Les Belles Lettres, 1986
- L'Affaire Milon : meurtre sur la voie Appienne, Denoël, 1987
- Le Théâtre latin, Armand Colin, 1988
- La Vie quotidienne du citoyen romain sous la République, Hachette, 1989
- Homère et « Dallas » : introduction à une critique anthropologique, Hachette, 1991 ; Kimé, 2005
- Les Monstres de Sénèque, Belin, 1995
- L'Invention de la littérature : de l'ivresse grecque au livre latin, La Découverte, 1994  (ISBN 9782707128591)
- « Médée » de Sénèque ou Comment sortir de l'humanité, Belin, 2000
- L'Orateur sans visage : essai sur l'acteur romain et son masque, Presses universitaires de France, 2000
- L'Érotisme masculin dans la Rome antique avec Thierry Éloi, Belin, 2001
- L'Insignifiance tragique, Le Promeneur, 2001[12]
- L'Acteur-roi : le théâtre à Rome, Les Belles Lettres, 2003
- Façons de parler grec à Rome avec Emmanuelle Valette-Cagnac (dir.), Belin, 2005
- Aristote ou Le vampire du théâtre occidental, Aubier, 2007
- Rome, la ville sans origine, Gallimard, 2011
- L'Antiquité territoire des écarts, entretiens avec Pauline Colonna d'Istria et Sylvie Taussig, Albin Michel, 2013
- Histoire littéraire de Rome. De Romulus à Ovide, une culture de la traduction, Armand Colin, 2022  (ISBN 2200634854)

### Traductions
- Le Bréviaire des hommes politiques, attribué à Jules Mazarin, traduction du latin, Café/Clima, 1984
- Les Tragédies de Sénèque, traduction et introduction, Imprimerie nationale, coll. « Le spectateur français », 2 vol. 1991 et 1992  (ISBN 2-11-081130-7)
- Plaute, la Marmite, Pseudolus, Actes-Sud, 2002
- Sophocle, Antigone, L'Arche, 2007
- Eschyle, L'Orestie. 1, Agamemnon, L'Arche, 2013  (ISBN 978-2851818140)
- Eschyle, L'Orestie. 2, Les Choéphores, Les Euménides, L'Arche, 2013
- Sénèque, Théâtre complet, Actes-Sud, Thesaurus, traduction et présentation, 2012  (ISBN 978-2-330-01250-2)
- Plaute, Théâtre complet, Les Belles Lettres, 2019  (ISBN 978-2-251-44935-7)